# Laura Pellicoro
Laura Pellicoro (* 24. Dezember 2000 in Vimercate) ist eine italienische Leichtathletin, die sich auf den Mittelstreckenlauf fokussiert hat.

## Sportliche Laufbahn
Erste internationale Erfahrungen sammelte Laura Pellicoro im Jahr 2019, als sie bei den U20-Europameisterschaften in Borås mit 2:07,74 min im Halbfinale im 800-Meter-Lauf ausschied. Im Dezember wurde sie bei den Crosslauf-Europameisterschaften in Lissabon nach 15:30 min 49. im U20-Rennen. 2020 begann sie ein Studium an der University of Portland in den Vereinigten Staaten und im Jahr darauf schied sie bei den U23-Europameisterschaften in Tallinn mit 2:05,70 min im Vorlauf über 800 Meter aus. 2023 startete sie bei den World University Games in Chengdu und siegte dort in 2:04,20 min über 800 Meter sowie in 4:15,82 min auch im 1500-Meter-Lauf. 2025 schied sie bei den World University Games in Bochum mit 2:02,88 min im Halbfinale über 800 Meter aus. 

## Persönliche Bestzeiten
- 800 Meter: 2:00,84 min, 14. Juni 2025 in Eugene
- 1500 Meter: 4:08,03 min, 20. Juli 2024 in Joensuu
  - 1500 Meter (Halle): 4:12,76 min, 12. Februar 2025 in Ancona
  - Meile (Meile): 4:25,60 min, 1. Februar 2025 in Seattle
  - 3000 Meter (Halle): 8:53,32 min, 7. Dezember 2024 in Boston